# Guntramsdorf
Guntramsdorf ist eine Marktgemeinde mit 9450 Einwohnern (Stand 1. Jänner 2025) im Industrieviertel in Niederösterreich.

## Geografie

### Lage
Der Ort liegt am westlichen Rand des Wiener Beckens an der Thermenlinie. Großteils liegt das Siedlungsgebiet in der Ebene. Nur die schon jahrhundertealten Weingärten liegen an den Hängen des Eichkogels (367 m über Seehöhe) und des Anningers (675 m) am Rande des Wienerwaldes.
Das Ortsbild wird unter anderem durch mehrere Teiche geprägt. Einige davon sind von der Gemeinde für die Öffentlichkeit als Badeteiche und Naherholungsgebiet erschlossen, darunter der sogenannte Ozean an der Neudorfer Haide im heutigen Ortsteil Neu-Guntramsdorf und der sogenannte Windradlteich nahe dem Altort. Beide Teiche liegen direkt an der B17 (Wiener Neustädter Straße).
Die meisten Teiche am Gemeindegebiet sind um 1900 nach Grundwassereinbruch in Lehmgruben, die zur Ziegelgewinnung (Ziegelteiche) verwendet wurden, entstanden. Am südlichen Ortsrand befindet sich direkt an der Gemeindegrenze zu Traiskirchen (Grenze zur Katastralgemeinde Möllersdorf) ein im Privatbesitz befindlicher Teich, der als Ozean II bezeichnet wird.

### Gliederung
Die Gemeinde ist kongruent mit der gleichnamigen Katastralgemeinde. Die wesentlichen Ortschaften neben dem Markt selbst sind die Dörfer Neu-Guntramsdorf (unter 2.000 Einwohner) sowie Blumensiedlung (unter 300 Einwohner). Der Großteil der Besiedlung ist im Altort anzutreffen, daneben besteht seit 1938 die Siedlung Neu-Guntramsdorf (nach einem Konzept von Georg Laub), etwa zwei Kilometer nördlich des Altortes, am Ufer des Ozean-Teiches, nebst der Neudorfer Haide an dem Grillenhügel, einem Ausläufer des Eichkogels.
Zwischen dem Altort und Neu-Guntramsdorf entwickelte sich seit etwa 1980 eine durchgehende Besiedlungsachse. Damit entstand seit etwa 2000 ein nahezu geschlossenes Siedlungsgebiet, geteilt durch den Wiener Neustädter Kanal.

### Nachbargemeinden
| Mödling         | Wiener Neudorf                              | Biedermannsdorf |
| Gaaden          | Kompassrose, die auf Nachbargemeinden zeigt | Laxenburg       |
| Gumpoldskirchen | Möllersdorf (Bez. Baden)                    | Münchendorf     |

Die Grenze zu Biedermannsdorf liegt im Industriezentrum Niederösterreich Süd und ist nur ca. 150 m lang.

## Geschichte

Guntramsdorf mit Teich (am heutigen Siedlungsgebiet zwischen dem Grillenhügel, einem Ausläufer des Eichkogels, nebst der heutigen Badnerbahnstation Neu-Guntramsdorf, und dem Teichhügel, dem heutigen Friedhof), 1755 Carte des environs de Schönbrun et ceux de Laxemburg (Norden ist links).

Vom 1. bis ins 4. Jahrhundert war das Gebiet Teil der römischen Provinz Pannonien.
An der Schwechat-Terrasse südlich der Wiener Stadtgrenze wurde ein Gräberfeld aus der Latènezeit freigelegt. Es waren insgesamt 18 Gräber, teilweise mit Steinumfriedungen, davon 14 Körper- und zwei Brandbestattungen. An Grabbeigaben wurden ein Schwertscheiden-Fragment und einfache Keramikobjekte gefunden. Medizinisch bedeutungsvoll waren drei Schädel mit Trepanationsspuren, und zwar sowohl einfache, als auch zwei- und dreifache Bohrungen. Nach den Heilungsspuren an der Schädeldecke war die einfache Bohrung zumindest für einige Zeit erfolgreich, die Zwei- und Dreifachbohrungen dürften letal geendet haben, wie Entzündungsspuren am Knochen zeigen. Die Objekte sind im Heimatmuseum Guntramsdorf sowie im Urgeschichte-Museum in Asparn/Zaya ausgestellt.

Guntramsdorf und Umgebung um das Jahr 1872 (Aufnahmeblatt der Landesaufnahme)

Die geschichtliche Zeit von Guntramsdorf beginnt mit der ersten Ostmark des Reiches Karls des Großen (um 800). Der Name von Guntramsdorf weist auf den Gründer hin, der „Guntram“ geheißen haben mag. Laut Urkunde aus dem Jahre 859 schenkte Graf Kozel, Fürst von Pannonien (Ungarn), dem Kloster Regensburg Güter. Als Zeugen werden angeführt: Graf Ratpot und Graf Guntram. Dieser Graf Guntram dürfte der Gründer von Guntramsdorf sein, da vor diesem kein Guntram in Urkunden erwähnt aufscheint.
Zur Zeit Leopolds III. (1095–1136) befand sich Guntramsdorf im Besitze des Ritters Heinrich II. von Kuenring. Dieser nannte sich Heinric de Gundrammisdorf. Seinen Namen erhielt er von der Burg Guntramsdorf, zwischen Mödling und Baden gelegen. Dieser befestigte Rittersitz stand wahrscheinlich auf dem Platze des späteren Schlosses. Von diesem Schloss ist heute nur mehr der Barockpavillon erhalten. Um 1200 befand sich Guntramsdorf im Besitze der Herzöge von Mödling. Von 1246 bis 1365 war Guntramsdorf im Besitze des Rittergeschlechtes der Guntramsdorfer. Dieses Rittergeschlecht besaß nach Wisgrill III. Güter und Beziehungen im ganzen Lande. Im Jahr 1570 wurde die Herrschaft vom Stift Zwettl an das Stift Heiligenkreuz verkauft.
Die Ortschronik von Guntramsdorf berichtet, dass im Mittelalter im Bereich des heutigen Friedhofes (der sich am Teichhügel befindet, südlich davon Teichgasse) ein künstlicher Fischteich bestanden hatte; er ist auch in der Josephinischen Landesaufnahme dargestellt. Als Besonderheit wird berichtet, dass der Fischfangertrag dieses Teiches einen zweistelligen Anteil am Haushalt des damaligen Landesfürsten darstellte.

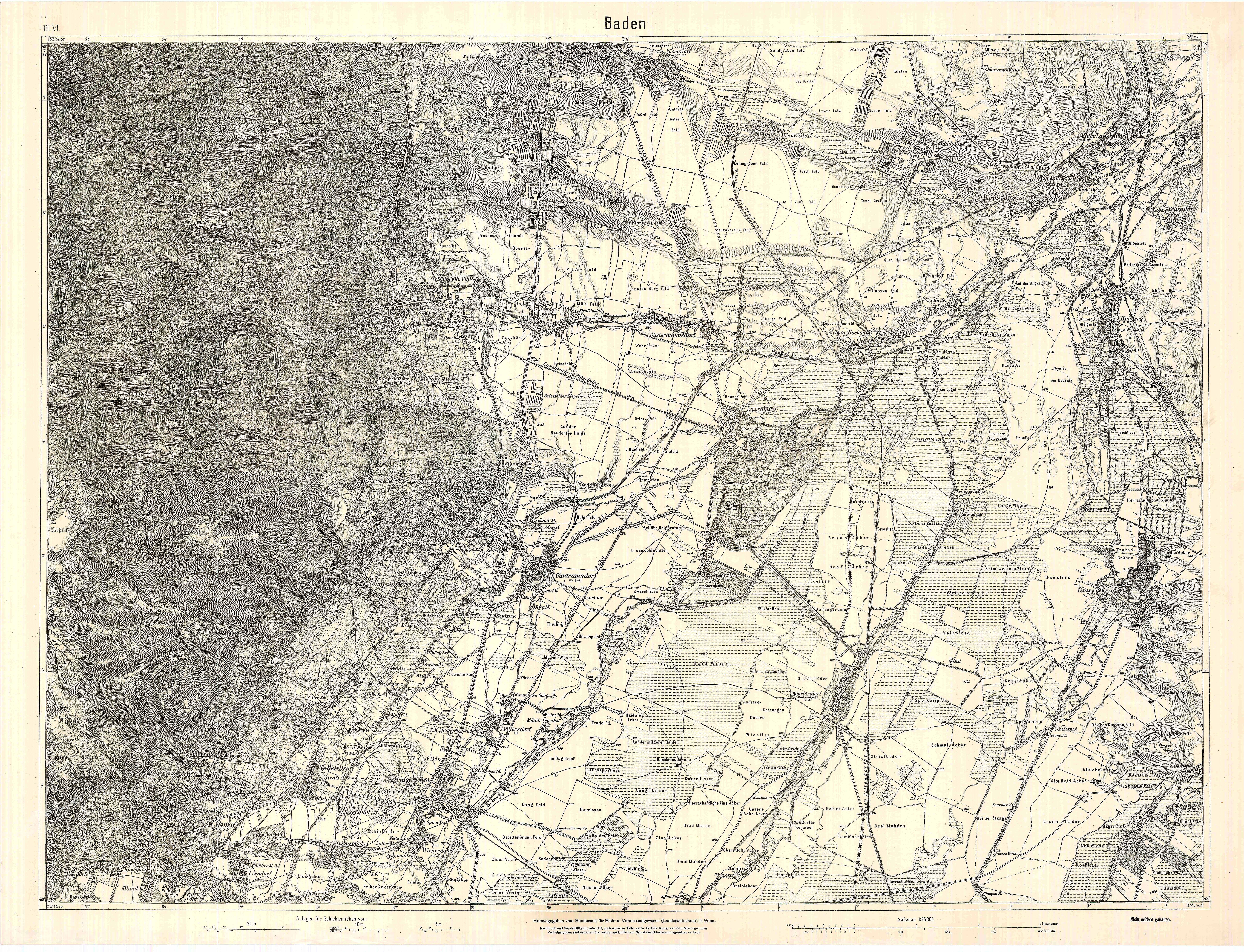
Guntramsdorf und der Eichkogel (Mitte links) um 1900

Nach dem Anschluss Österreichs 1938 wurde der Ort in die Stadt Wien zum 24. Bezirk eingemeindet. In diese Periode fällt auch die erste große Wohnbauaktivität des 20. Jahrhunderts in Guntramsdorf. Mit konfiszierten ehemals österreichischen Gewerkschaftsgeldern wurden östlich des sogenannten Ozean-Teiches, an der Neudorfer Haide und auf einem Ausleger des Grillenhügels, selbst ein Ausleger des Eichkogels, im heutigen Ortsteil Neu-Guntramsdorf zahlreiche Wohnblöcke geschaffen. Die Siedlung wurde als zukunftsweisende Wohnform für Arbeiter beworben und Holzwebersiedlung nach dem Nationalsozialisten und Juliputschisten Franz Holzweber (1904–1934) benannt. Eine große nationalsozialistische Inszenierung begleitete den Spatenstich durch Gauleiter Odilo Globocnik am 13. August 1938, noch vor der Eingemeindung von Guntramsdorf als Teil Wiens. Die von Georg Laub geplante Siedlung beinhaltete die Zugänglichmachung des Ozean-Teiches und einer eigenen Badnerbahnstation. Ausbau zu einer „Holzweberstadt“ wurden durch den Bau der Flugmotorenwerke Ostmark verworfen. Nach dem Kriegsende gelangte die Siedlung unter starkem Bevölkerungsanstieg in das Eigentum der gemeinnützigen Wohnungsbau- und Siedlungsgesellschaft Neue Heimat. 1951 wird erstmals im Ortsverzeichnis von Österreich der Ortschaftsbestandteil Eichkogelsiedlung genannt; ab 1961 erscheint die Siedlung in den auf den zehnjährlichen Volkszählungen aufbauenden Ortsverzeichnissen als Neu-Guntramsdorf.
Die Flugmotorenwerke Ostmark wurden dann ab 1941 im Norden von Neu-Guntramsdorf, angrenzend an das Ortsgebiet von Wiener Neudorf erbaut. Zur Errichtung und zum Betrieb des Werkes zog man Zwangsarbeiter und Häftlinge aus dem KZ Mauthausen heran. Für die Unterbringung von bis zu 3.170 Häftlingen wurde 1943 auf Guntramsdorfer Gemeindegebiet ein großes Nebenlager des KZ Mauthausen errichtet. Im ehemaligen Lagerbereich finden seit 1995 an einer Gedenkstätte Führungen für Schulen von einem lokalen KZ-Gedenkverein und jährliche Gedenkfeiern statt.
In den ersten Apriltagen 1945 kam es im Raum Guntramsdorf zu schweren Kämpfen zwischen Teilen der deutschen 6. Panzerarmee unter Sepp Dietrich und der sowjetischen 3. Ukrainischen Front unter Marschall Tolbuchin. Nach dem überraschenden Einbruch Tolbuchins ins südliche Wiener Becken am 1. April wurde in der Nacht zum 2. April die 2. SS-Panzerdivision vom Raum Neusiedler See in den Süden Wiens verlegt und eine Widerstandslinie von Gumpoldskirchen über Guntramsdorf und Laxenburg bis Moosbrunn errichtet. Da Tolbuchin seine Truppen zur Westumfassung von Wien und zum Generalangriff von Süden vom 2. bis 4. April umgliederte, blieb Guntramsdorf in diesen drei Tagen Frontgebiet, und erlitt vor allem durch sowjetischen Beschuss schwere Schäden.
1954 wurde der Ort gemeinsam mit den anderen im Jahr 1938 eingemeindeten Kommunen wieder eigenständig und fiel wieder an Niederösterreich zurück. Die Energieversorgung liegt aber nach wie vor beim Wiener und nicht beim niederösterreichischen Landesenergieversorger.

### Bevölkerungsentwicklung
| Guntramsdorf: Einwohnerzahlen von 1869 bis 2025     | Guntramsdorf: Einwohnerzahlen von 1869 bis 2025 | Guntramsdorf: Einwohnerzahlen von 1869 bis 2025 | Guntramsdorf: Einwohnerzahlen von 1869 bis 2025 | Guntramsdorf: Einwohnerzahlen von 1869 bis 2025 |
| --------------------------------------------------- | ----------------------------------------------- | ----------------------------------------------- | ----------------------------------------------- | ----------------------------------------------- |
| Jahr                                                |                                                 |                                                 |                                                 | Einwohner                                       |
| 1869                                                | 1869                                            |                                                 | 2.141                                           | 2.141                                           |
| 1880                                                | 1880                                            |                                                 | 2.776                                           | 2.776                                           |
| 1890                                                | 1890                                            |                                                 | 3.959                                           | 3.959                                           |
| 1900                                                | 1900                                            |                                                 | 4.729                                           | 4.729                                           |
| 1910                                                | 1910                                            |                                                 | 5.486                                           | 5.486                                           |
| 1923                                                | 1923                                            |                                                 | 4.539                                           | 4.539                                           |
| 1934                                                | 1934                                            |                                                 | 4.653                                           | 4.653                                           |
| 1939                                                | 1939                                            |                                                 | 4.700                                           | 4.700                                           |
| 1951                                                | 1951                                            |                                                 | 5.420                                           | 5.420                                           |
| 1961                                                | 1961                                            |                                                 | 5.886                                           | 5.886                                           |
| 1971                                                | 1971                                            |                                                 | 6.017                                           | 6.017                                           |
| 1981                                                | 1981                                            |                                                 | 6.090                                           | 6.090                                           |
| 1991                                                | 1991                                            |                                                 | 6.977                                           | 6.977                                           |
| 2001                                                | 2001                                            |                                                 | 8.421                                           | 8.421                                           |
| 2011                                                | 2011                                            |                                                 | 8.949                                           | 8.949                                           |
| 2021                                                | 2021                                            |                                                 | 9.143                                           | 9.143                                           |
| 2025                                                | 2025                                            |                                                 | 9.450                                           | 9.450                                           |
| Quelle(n): Statistik Austria, Gebietsstand 1.1.2021 |                                                 |                                                 |                                                 |                                                 |

## Politik

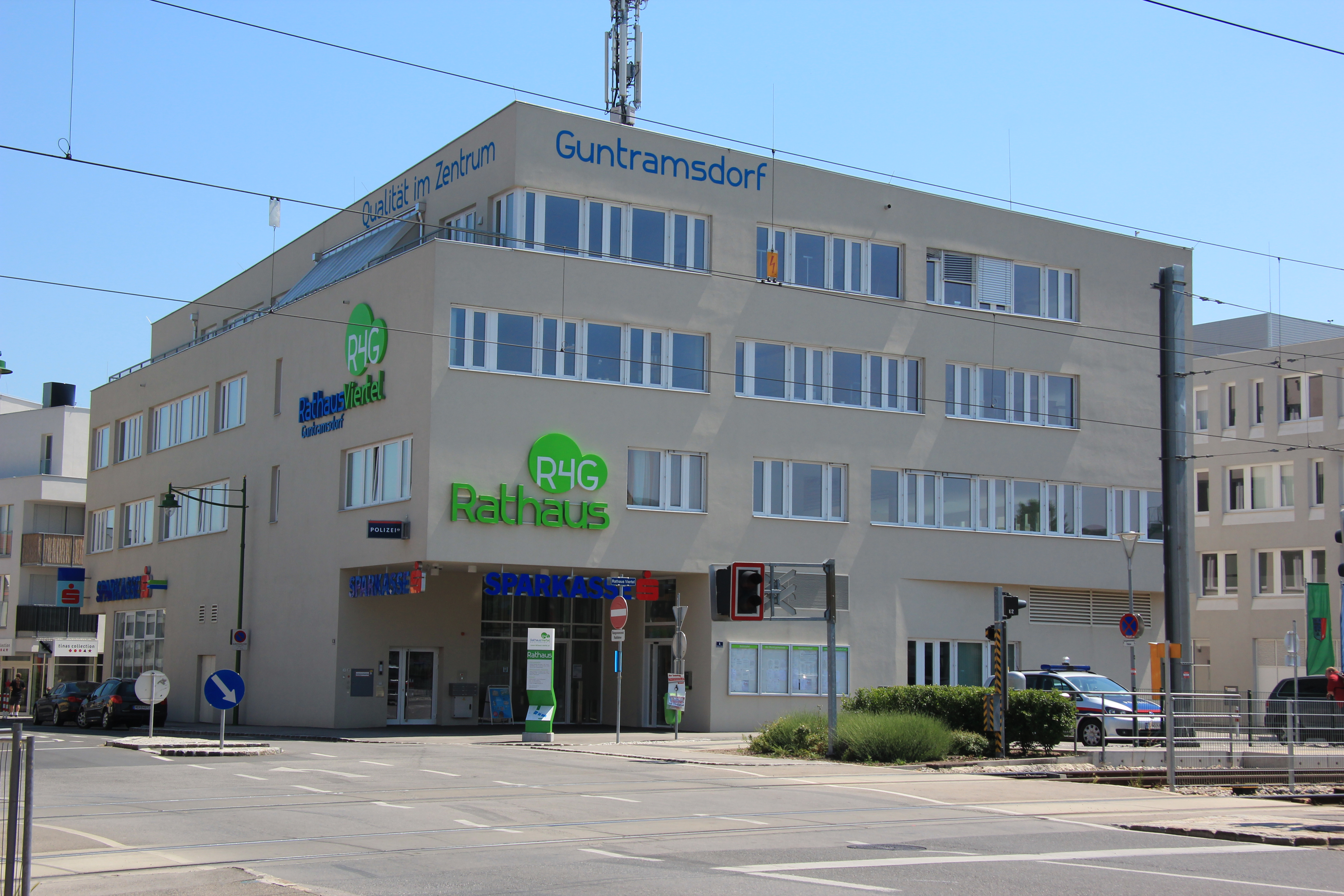
Das neue Rathaus, erbaut 2013.

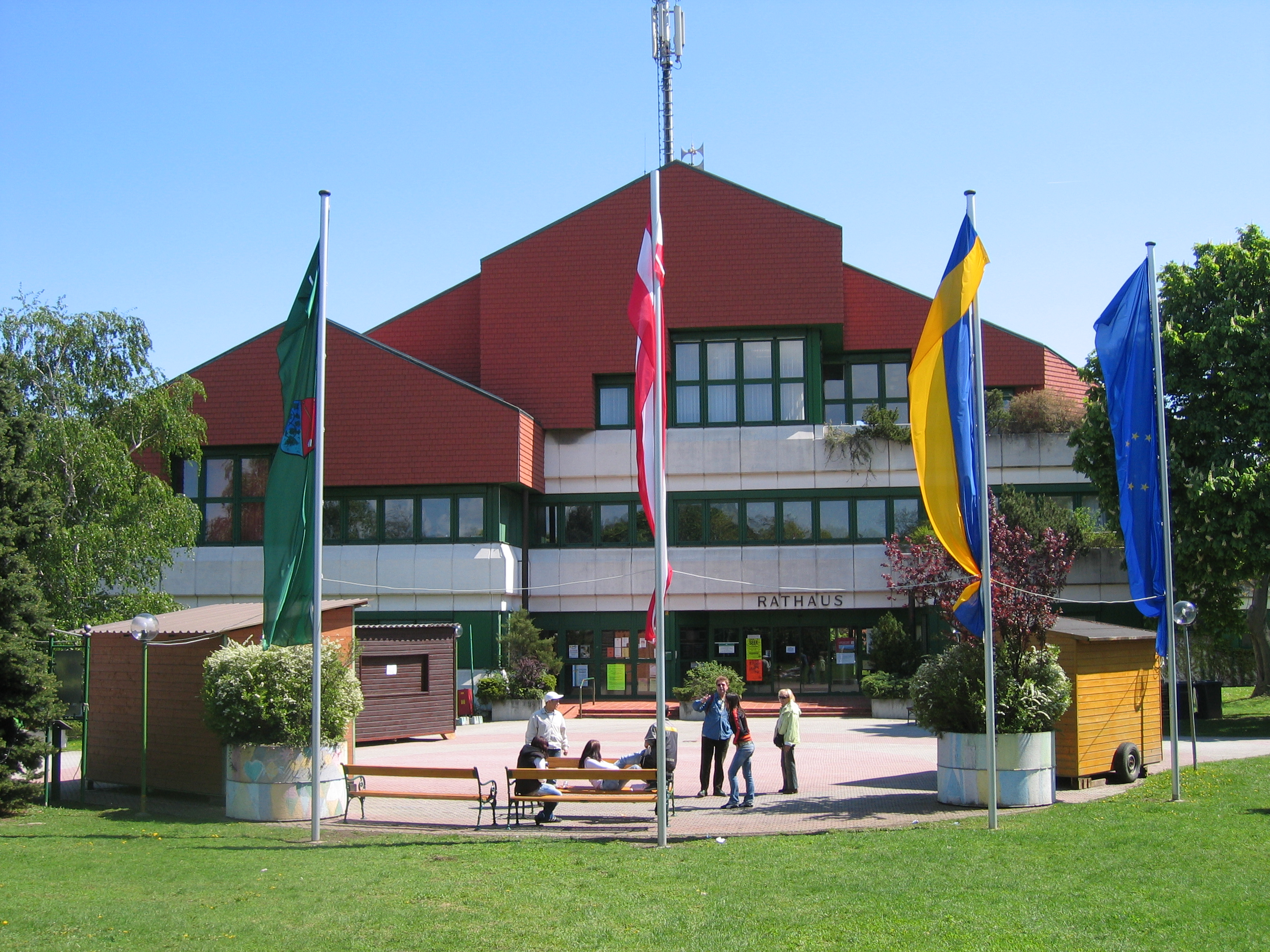
Das frühere Rathaus, abgerissen 2015.

### Gemeindevertretung
- Bürgermeister: Robert Weber, SPÖ (3. Amtszeit)[11][12][13]
- Vizebürgermeister: Nikolaus Brenner, SPÖ
- Jugendgemeinderat: Paul Gangoly, SPÖ
- Umweltgemeinderat: Martin Cerne, SPÖ
- Bildungsgemeinderätin: Gabriele Pollreiß, SPÖ
- Gemeinderat (33 Mandate):

| Liste | Stimmen               | Prozent | Mandate    |
| ----- | --------------------- | ------- | ---------- |
| SPÖ   | 2.790                 | 58,48 % | 20         |
| ÖVP   | 533                   | 11,17 % | 4          |
| FPÖ   | 725                   | 15,20 % | 5          |
| NEOS  | 497                   | 10,42 % | 3          |
| GRÜNE | 226                   | 4,74 %  | 1          |
| Summe | 4.771 gültige Stimmen | 100 %   | 33 Mandate |

Abgegebene Stimmen: 4.826 Stimmen, 55 ungültige Stimmen. Wahlbeteiligung 2025: 64,36 %, Wahlberechtigt: 7.499 Personen

## Wirtschaft und Infrastruktur
Industriebetriebe sind schon im 19. Jahrhundert nachgewiesen.
Der Charakter einer überwiegend agrarischen Gemeinde hat sich in der zweiten Hälfte des 20. Jahrhunderts zu einem wichtigen Industriestandort verändert. So gehören Teile des Industriezentrums NÖ-Süd, das von der Ecoplus verwaltet wird, zum nördlichen Teil der Gemeinde. Aber auch andere große Industriebetriebe wie die Lackfabrik Axalta, der früheren DuPont (Stolllack) von Herbert Turnauer, die Assmannmühle und zahlreiche andere Klein- und Mittelbetriebe sind hier angesiedelt.
Im Juli und August 2013 nahm die Marktgemeinde Guntramsdorf, auf Initiative des damaligen Umweltgemeinderates und Vizebürgermeisters, Robert Weber (ab 2015 Bürgermeister), fünf eigene Solarkraftwerke auf Dächern verschiedener öffentlicher Gebäude in Betrieb. Mehr als der gesamte Strombedarf (130 %) für die öffentliche Straßenbeleuchtung im Ort kann damit gedeckt werden.
Weitere Unternehmen in Guntramsdorf:
- Danfoss Österreich (Kälte-, Wärme- und Regeltechnik)
- Raiffeisen Lagerhaus

Nur der Weinbau hat sich über die Zeit bewahrt. Guntramsdorf gehört zur Weinbauregion Thermenregion. Im Ort selbst gibt es bis zu 28 Heurige.

### Verkehr
Straßennetz: Guntramsdorf liegt an der Wiener Neustädter Straße B 17 (der früheren Triester Bundesstraße) sowie an der A2 Süd Autobahn. Eine direkte Verbindung der A2 zum niedrigrangigen Straßennetz in Guntramsdorf besteht zurzeit nicht, wird aber immer wieder diskutiert.

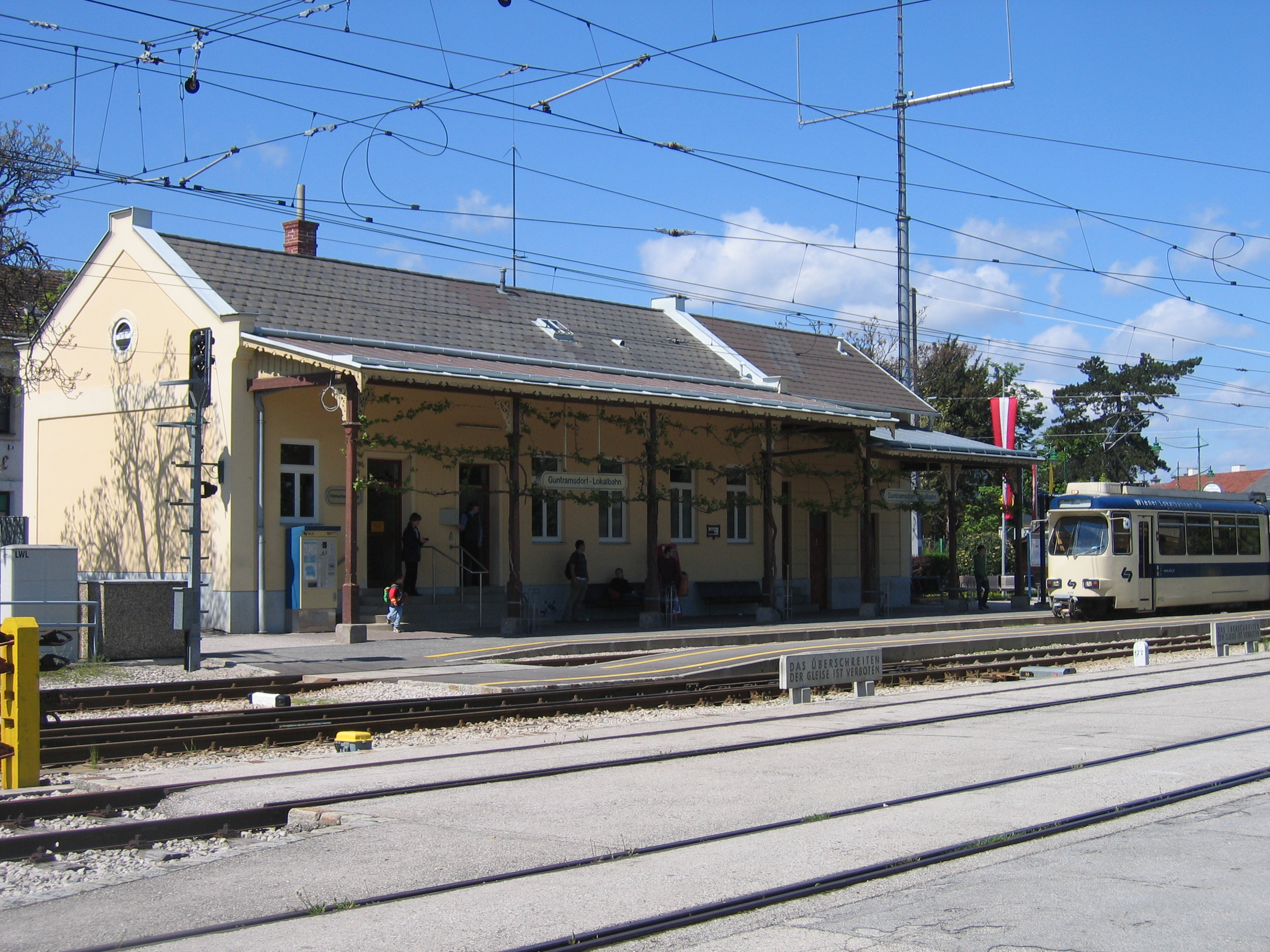
Bahnhof Guntramsdorf Lokalbahn

Hinsichtlich der Anbindung an das Schienennetz besteht eine Besonderheit. Das Guntramsdorfer Gemeindegebiet wird von zwei Strecken der Österreichischen Bundesbahnen (Südbahn und Aspangbahn) sowie eine der privaten Wiener Lokalbahnen (Lokalbahn Wien–Baden) berührt und hat an jeder dieser Strecken mindestens einen Bahnhof, wobei der Bahnhof der Südbahn teilweise auf Gumpoldskirchner Gemeindegebiet liegt. Die für Österreich einmalige Besonderheit besteht darin, dass diese drei Strecken auf dem Gemeindegebiet keinerlei Kreuzungspunkt oder Verbindungslinie besitzen. Topologisch sind alle drei Linien parallel.
Zusätzlich bestehen im Industriezentrum Niederösterreich Süd ausgedehnte Gleisanlagen, die nur zum Teil auf Guntramsdorfer Gemeindegebiet liegen. Die Verbindung zum Schienennetz erfolgen über zwei Anschlussbahnen. Ein davon zweigt nördlich des Bahnhofes Guntramsdorf Kaiserau auf freier Strecke von der Aspangbahn ab. Die andere zweigt nördlich der Station Neu-Guntramsdorf von der Lokalbahn Wien–Baden ab. In Guntramsdorf wird überlegt, die zweitgenannte Anschlussbahn mit der erstgenannten zu verbinden, um so den Schienengüterverkehr im guntramsdorfer Gemeindegebiet beenden zu können.
Hauptverkehrsträger im lokalen und näheren regionalen Schienenverkehr ist aufgrund der zentralen Lage des Bahnhofes Guntramsdorf Lokalbahn und der hohen Zugfrequenz auf der Lokalbahn Wien–Baden. Im Ortsteil Neu-Guntramsdorf befindet sich eine zweite Haltestelle. Der Pendlerverkehr von und nach der Bundeshauptstadt Wien erfolgt überwiegend über diese straßenbahnähnliche Privatbahn, nicht zuletzt da die B17 und die A2 zu den Hauptverkehrszeiten staugefährdet sind. Vor der Entstehung der Badner Bahn war Guntramsdorf seit 1886 über eine Dampftramwaystrecke mit Wiener Neudorf verbunden und ab 1899 am Netz der ehemaligen Straßenbahn Baden angeschlossen.
Für den Personennahverkehr werden die Badner Bahn in sehr hohem Maß und die Südbahn in deutlich geringerem Ausmaß verwendet. Die Aspangbahn spielt praktisch keine Rolle im Personennahverkehr.
Wasserwege: Guntramsdorf liegt am ältesten künstlichen Wasserweg Ostösterreichs, dem Wiener Neustädter Kanal. Bemerkenswert ist die dreistufige Schleusenanlage, geplant und erbaut 1797 bis 1799 von Sebastian von Maillard. Nach dem Ausscheiden Maillards 1799 wurde der Kanal unter der Bauleitung von Joseph Schemerl von Leytenbach 1803 bis Wiener Neustadt und 1811 bis zum Pöttschinger Sattel verlängert. Eine geplante Verbindung nach Raab und zur Adria wurde nie fertiggestellt. Als Verkehrsweg wurde diese Wasserstraße seit dem Baubeginn der Aspangbahn 1879 nur mehr in den südlichen Abschnitten genützt und ab 1936 durch den Bau von Kleinkraftwerken an Kanalschleusen ganz unmöglich gemacht. Die Bedeutung des Kanals liegt zuletzt in der Wasser- und Energieversorgung lokaler Wirtschaftsunternehmen. Auf Guntramsdorfer Gemeindegebiet wird der Wiener Neustädter Kanal teilweise von der überregionalen Radroute Eurovelo 9 begleitet.
Es verkehrt zudem die Regionalbuslinie Guntramsdorf – Traiskirchen Aspangbahnhof – Bad Voeslau.
Guntramsdorf liegt im Gebiet des Verkehrsverbund Ost-Region VOR.

## Öffentliche Einrichtungen
In der Gemeinde gibt es fünf Kindergärten, zwei Volksschulen, eine Mittelschule und ein Bundesoberstufenrealgymnasium (BORG).
Weiters betreibt die Bauakademie Wien in Guntramsdorf einen Lehrbauhof zur Vertiefung der praktischen Fertigkeiten der gelehrten Berufsausbildungen.

## Kultur und Sehenswürdigkeiten

### Bauten
- Neben dem renovierten Heimatmuseum Ernst Wurth, das vom ehemaligen Volksschuldirektor Ernst Wurth errichtet wurde, gibt es im Haus der ehemaligen Karl Endler Walzengravuranstalt, die von 1914 bis 1986 Walzen für den Textildruck erzeugte, das sehenswerte Industriemuseum Museum Walzengravieranstalt Guntramsdorf.
- Pfarrkirche hl. Jakobus am Kirchenplatz
- Pfarrkirche hl. Josef der Arbeiter in Neu-Guntramsdorf

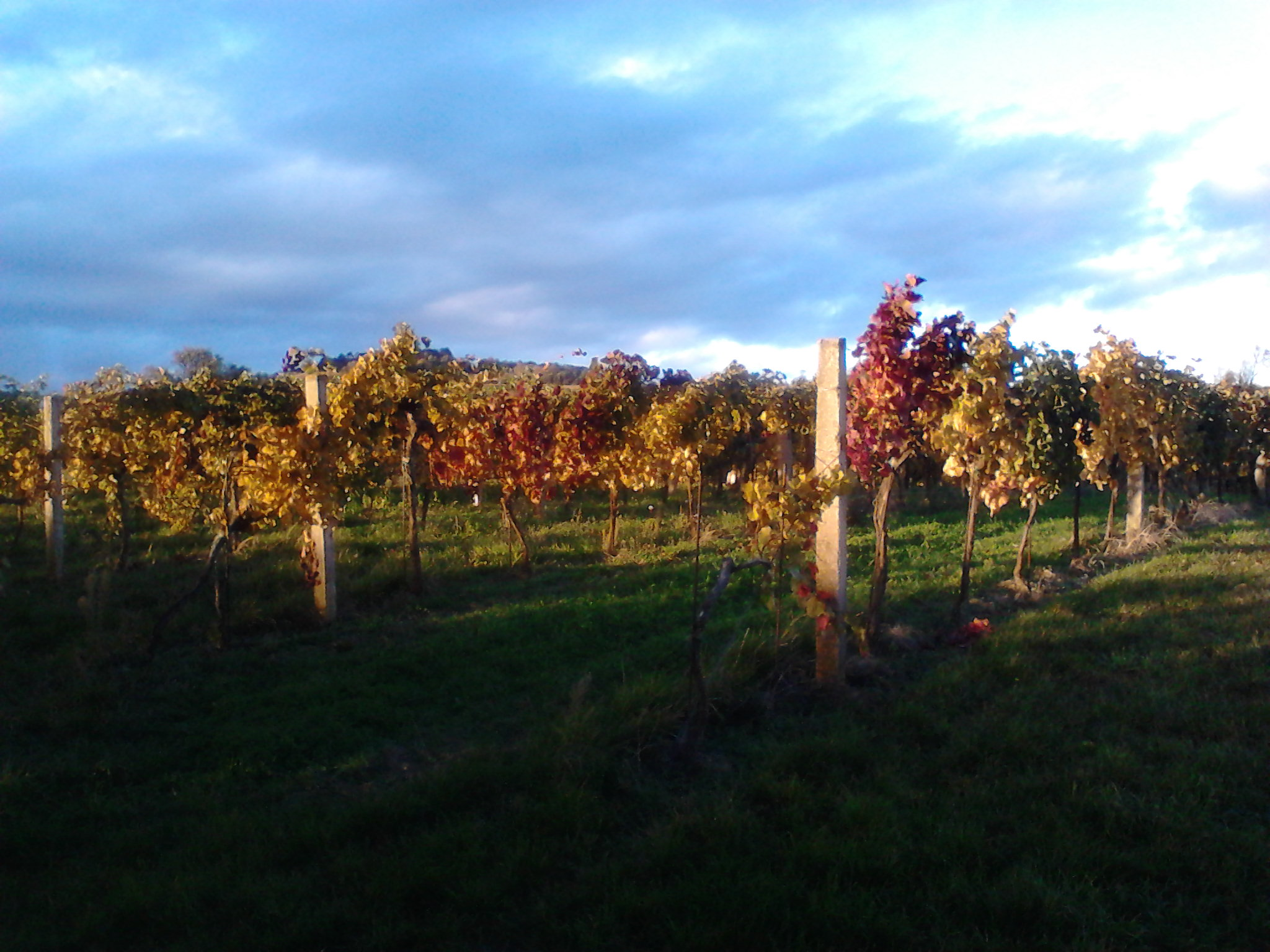
Die Weingärten am Eichkogel

Naturschutzgebiet Eichkogel

### Veranstaltungen
Mitte bis Ende Juli finden in Guntramsdorf seit 45 Jahren die Jakobitage statt – ein Weinfest, bei dem die lokalen Winzer am Kirchenplatz ausschenken. Circa 3000 Gäste aus nah und fern pro Tag, insgesamt circa 30.000 bis 35.000, besuchen über 13 Tage hinweg die Stände.
Anfang August findet jährlich am Gelände des Badeteiches Ozean eine sogenannte Beach-Party statt. Das Fest, bei dem hauptsächlich Reggae von Livebands gespielt wird, ist weit über die Grenzen des Bezirkes bekannt und lockt seit Jahren tausende Besucher auch aus der nahe gelegenen Bundeshauptstadt Wien an. Seit 2018 gibt es auch die Bike Night, einen Tag vor der eigentlichen Beach Party.

### Sport
In Guntramsdorf gibt es auch mehrere Sportmöglichkeiten: Ob Fußball, Volleyball, (Tisch-)Tennis, Judo, Reiten, Sportschießen oder Golf. Der Judo-Verein ATUS-Guntramsdorf, der älteste Judo-Verein Niederösterreichs, ist besonders erfolgreich. Seine Mannschaft brachte schon zahlreiche niederösterreichische Landesmeister in mehreren Gewichtsklassen hervor.
Besonders erfolgreich ist auch der Tischtennisclub Guntramsdorf. 1985 wurde er gegründet und gehört von Beginn an zu den Nachwuchs-Hochburgen des Landes Niederösterreich.

## Persönlichkeiten
- Ernst Aigner (* 1966), Profifußballspieler bei u. a. FK Austria Wien und als Nationalspieler Teilnehmer bei der WM 1990 in Italien
- Leopoldine Blahetka (1809–1885), Pianistin und Komponistin
- Gerald Groß (* 1964), Journalist und PR-Unternehmer
- Lila Gruner (1870–1950), Malerin, Grafikerin und Zeichenlehrerin
- Gabriele Heinisch-Hosek (* 1961), Politikerin, Bundesministerin a. D. für Bildung und Kultur, zuletzt Nationalratsabgeordnete sowie SPÖ-Bereichssprecherin für Frauen und Gleichbehandlung
- Christian Höbart (* 1975), ehemaliger freiheitlichen Abgeordneter zum Nationalrat, Generalsekretär Team HC Strache
- Max Hussarek von Heinlein (1865–1935), christlichsozialer Politiker, k.k. österreichischer Ministerpräsident, Schlossbesitzer in Guntramsdorf
- Josef von Kühn (1833–1913), Volksküchen-Gründer, Besitzer von Schloss und Zinshaus „Kühnhof“ in Guntramsdorf
- Heinrich Fuss (1845–1913), Bildhauer
- Franz Josef Mayer-Gunthof (1894–1977), Industrieller, Präsident der Industriellenvereinigung 1960–1972
- Hannelore Reischl (* 1957), Politikerin, Abgeordnete zum Wiener Landtag
- Hans-Henning Scharsach (* 1943), Journalist
- Josef Schoiswohl (1901–1991), Katholischer Diözesanbischof von Graz-Seckau
- Josef Staudinger (1949–2015), Präsident der Arbeiterkammer Niederösterreich, ehemaliger Bürgermeister von Guntramsdorf (SPÖ), Gewerkschaftsfunktionär (Bau-Holz)
- Mongo Stojka (1929–2014), Sänger, Gitarrist und Autor
- Sabine Swoboda (* 1975), Beachvolleyballspielerin